# Otávio (Fußballspieler, 1995)
Otávio (* 9. Februar 1995 in João Pessoa, Brasilien; voller Name Otávio Edmilson da Silva Monteiro) ist ein portugiesisch-brasilianischer Fußballspieler. Der offensive Mittelfeldspieler steht beim al-Nassr FC unter Vertrag und ist seit 2021 portugiesischer A-Nationalspieler.

## Karriere

### Verein

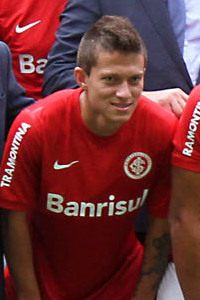
Otávio beim SC Internacional, 2014

Otávio begann seine Karriere beim SC Internacional aus Porto Alegre in seiner brasilianischen Heimat. In den Jahren 2013 und 2014 gewann er mit dem Verein jeweils die Campeonato Gaúcho, die Staatsmeisterschaft von Rio Grande do Sul. Zur Saison 2014/15 wechselte er zum FC Porto in die portugiesische Primeira Liga, bei dem er in der zweiten Mannschaft zum Einsatz kommt. Sein erstes Spiel für den FC Porto B bestritt er am 17. September 2014 beim 1:0-Sieg im Heimspiel gegen Clube Oriental de Lisboa. Seine ersten beiden Tore erzielte er beim 7:0-Sieg gegen den SC Olhanense am 5. Oktober 2014.
Anfang Februar 2015 wurde Otávio für anderthalb Jahre an den Erstligisten Vitória Guimarães verliehen, für den er am 8. Februar 2015 bei der 0:1-Niederlage gegen Belenenses Lissabon debütierte. Nach seiner Rückkehr zum FC Porto war er Stammspieler und gewann mit seiner Mannschaft drei Meisterschaften, zweimal den Pokal sowie dreimal den Supercup.
Am 22. August 2023 wechselte Otávio in die Saudi Professional League zu Al-Nassr. Er unterschrieb einen Vertrag bis 30. Juni 2026.

### Nationalmannschaft
Otávio spielte für die brasilianische U20-Nationalmannschaft und erzielte in vier Spielen ein Tor. Für die U23-Auswahl kam er einmal zum Einsatz.
Im März 2021 erhielt Otávio die portugiesische Staatsbürgerschaft. Daraufhin debütierte er am 4. September 2021 im Rahmen eines Freundschaftsspiels gegen Katar in der A-Nationalmannschaft.

## Erfolge
SC Internacional
- Staatsmeister von Rio Grande do Sul: 2013, 2014

FC Porto
- Portugiesischer Meister: 2018, 2020, 2022
- Portugiesischer Supercupsieger: 2018, 2020, 2023
- Portugiesischer Pokalsieger: 2020, 2022

Nationalmannschaft
- UEFA-Nations-League-Sieger: 2025